# Grupo de discusión (técnica de investigación)
Un grupo de discusión es una técnica de investigación cualitativa aplicada a los estudios de mercado y sociales.

## Metodología
Un grupo de discusión consiste en la reunión de seis a doce personas desconocidas entre sí para que discutan en torno a un tema. Discusiones que se grabarán, transcribirán y analizarán posteriormente. Por lo general no se inician las reuniones de grupo a partir directamente del objeto central de la investigación, sino que se prefiere arrancar desde temas relacionados, para que se produzca durante la conversación un recorrido no condicionado por el campo discursivo. Por el mismo motivo, la intervención del moderador a menudo es mínima. 
Aunque los precedentes se sitúan en el focus group americano, existen importantes diferencias entre éste y la versión mucho más formalizada que se desarrolló en España entre los años 60 y 80 por Jesús Ibáñez, Ángel de Lucas, Alfonso Ortí, José Luis de Zárraga y Francisco Pereña. Se trata principalmente del diseño de la investigación: nunca se realiza un grupo de discusión aislado, sino que, para su análisis, es necesaria la contraposición entre los discursos de distintos colectivos. Para la realización de un estudio con grupos de discusión se plantea un diseño muestral "estructural", que establece qué grupos se realizarán en función de la estructura del campo discursivo que pretende investigarse.

## Fundamentos teóricos
La primera expresión teórica completa de la investigación con grupos de discusión se encuentra expresada en la obra de Jesús Ibáñez (Ibáñez, 1979: 7), y se apoya (frente a lo que sucede en las encuestas) en el discurso colectivo como objeto. Acude al estructuralismo francés muy en boga en la sociología crítica de aquellos años, para basar su acercamiento. De la lingüísitica estructural de Ferdinand de Saussure, recoge primeramente la diferencia entre lenguaje y habla para ubicar el primero en el dominio de los hechos sociales durkheimianos (Ibáñez, 1979:34). De la antropología estructuralista de Claude Lévi-Strauss, la noción de inconsciente estructural (Ibáñez, 1979:34). Del psicoanálisis, especialmente de la versión de Jacques Lacan, su teoría de la articulación entre individuo y grupo (Ibáñez, 1979:219 y ss).
Esta teorización ha sido matizada por diversos autores dentro de la Escuela Cualitativa de Madrid (Pérez Andrés, 2002: 373). Las mayores distancias las encontramos en la elaboración de Enrique Martín Criado (Martín Criado, 1997: 81-82), quien por cierto fue doctorando del propio Ibáñez. Martín Criado busca fundamentar en la sociología (y no en la lingüística, la antropología o el psicoanálisis) la práctica del grupo de discusión. Si es éste una situación social, los discursos allí producidos dependerán de la definición de la situación (concepto tomado de Erving Goffman), del destinatario; se formularán según determinados esquemas de producción de sentido, propios de cierto habitus (en el sentido que le da Pierre Bourdieu).